# Win32-loader
win32-loader es un componente de la distribución Debian Linux que se ejecuta en  Windows y tiene la capacidad de cargar la versión actual de Debian-Installer ya sea desde la red o desde un CD-ROM.
Nació como un proyecto independiente, para el que solo estaba disponible la versión de la red. Más tarde, pasó por una larga revisión para convertirse en parte de la distribución oficial de Debian. 

## Influencias
win32-loader depende en gran medida de otros proyectos, tales como NSIS, GRUB 2, loadlin y Debian-Installer. Además, se ha inspirado en otros proyectos similares, tales como Wubi e Instlux.

## Características
- Detección automática del soporte de 64 bits en la CPU anfitriona y selecciona automáticamente la distribución compatible.
- Detecta determinados ajustes de Windows ―como la zona horaria, entre otros― y los utiliza en la configuración de Debian para que el usuario no tenga que seleccionarlos.
- Está traducido a 51 idiomas.

## Proyectos similares
- coLinux para Topologilinux.
- Instlux, desarrollado como proyecto independiente e incorporado posteriormente a openSUSE.[2]
- Wubi.
- UNetbootin.